# Kurt Steyrer
Kurt Steyrer (ur. 3 czerwca 1920 w Linzu, zm. 16 lipca 2007 w Wiedniu) – austriacki polityk i lekarz, poseł do Rady Narodowej, w latach 1981–1985 minister zdrowia i ochrony środowiska, kandydat w wyborach prezydenckich.

## Życiorys
Studiował medycynę na uczelniach w Wiedniu i Pradze, dyplom uzyskał w 1945. Specjalizował się w zakresie dermatologii. Praktykował w zawodzie lekarza, od 1952 do 1981 był lekarzem zakładowym w przedsiębiorstwie Simmering-Graz-Pauker. Działał w Socjalistycznej Partii Austrii. Należał do związanego z socjalistami stowarzyszenia lekarzy Sozialistische Ärztevereinigung, którym kierował w latach 1963–1968.
W latach 1975–1983 sprawował mandat posła do Rady Narodowej XIV, XV i XVI kadencji. Od stycznia 1981 do grudnia 1985 zajmował stanowisko ministra zdrowia i ochrony środowiska w rządach, którymi kierowali Bruno Kreisky i Fred Sinowatz.
W 1986 był kandydatem swojego ugrupowania w wyborach prezydenckich. W pierwszej turze głosowania dostał 43,7% głosów. W drugiej otrzymał 46,1% głosów, przegrywając z Kurtem Waldheimem. W latach 1987–1988 zasiadał w wiedeńskiej radzie miejskiej. Od 1987 do 1989 pełnił funkcję przewodniczącego ARBÖ, organizacji pozarządowej reprezentującej interesy kierowców.